# Универзитетска болница Фоча
Универзитетска болница Фоча је болница која покрива источни дио Републике Српске терцијарном здравственом заштитом. Служи као наставна база студентима Медицинског факултета Универзитета Источно Сарајево.

## Историја
Болница у Фочи основана је 1896. године, и од тада стално мијења локацију. Ппрвобитно је служила само за нужну тријажу, док су тежи случајеви упућивани у Сарајево. Болница на данашњем локалитету основана је 1957. године а у нови објекат уселила је годину касније када је и отворена. Нови објекат је имао капацитет од 120 болничких кревета.
Године 1993. болница је постала наставна база новооснованог Медицинског факултета Универзитета Источно Сарајево, те почиње њена траснформација у Универзитетску болницу.

## Организација
Организација рада болнице се врши кроз 16 служби:
- Служба за хирургију
- Служба за гинекологију и акушерство
- Служба за анестезију и реанимацију
- Служба за оториноларингологију
- Служба за максилофацијалну и оралну хирургију
- Служба за офталмологију
- Служба за пнеумофтизиологију
- Служба за интерну медицину
- Служба за дерматовенерологију
- Служба за неуропсихијатрију
- Служба за инфективне болести
- Центар за мајку и дијете
- Служба за биохемију
- Служба за радиологију и УЗВ дијагностику
- Служба за патологију и цитодијагностику
- Служба за микробиологију